# ディテクティブ
ディテクティブ（Detective）とは、刑事あるいは探偵を意味する英語。ただし、米国の警察制度におけるディテクティブ（Detective）は厳密には刑事職だけでなくその他の専門職を含む。

## 語義

### 刑事
ニューヨーク市警察では、ディテクティブには刑事職と専門職の二種があり職制上は巡査長である。刑事職の場合は18か月の捜査経験を経た者、専門職の場合は巡査のうち一定の功績のあった者から昇任する。ディテクティブは試験ではなくポリスコミッショナーから任命される。ディテクティブは3つの階級に分けられ、2nd Detectiveは巡査部長、1st Detectiveは警部補とほぼ同等となる。

### 探偵
英語のdetectiveには刑事だけでなく探偵という意味もあり私立探偵（private detective）を意味することもある。